# Regering-De Wever
De regering-De Wever is de huidige federale regering van België die werd gevormd na de federale verkiezingen van 2024. De coalitie bestaat uit de N-VA van premier Bart De Wever, Vooruit en CD&V aan Vlaamse kant en MR en Les Engagés aan Franstalige kant, de zogenaamde Arizona-coalitie. Het is de eerste keer in de geschiedenis van België dat er een Vlaams-nationalist premier van België werd.
Voor het eerst sinds de regering-Leterme I in 2008 werd de Belgische federale regering gesteund door een meerderheid in beide taalgroepen van het parlement.
De regering bevat 15 ministers en geen staatssecretarissen met 30% minder kabinetsleden tot gevolg. De regering werd sterk bekritiseerd omdat er slechts vier vrouwen op vijftien ministers in zetelen. Ook maakt geen enkele vrouw deel uit van het kernkabinet.

## Formatie
Na de federale verkiezingen van 9 juni 2024 begon België aan een complexe regeringsformatie. Op 12 juni werd Bart De Wever, voorzitter van de N-VA, door koning Filip aangesteld als informateur om de mogelijkheden voor een nieuwe federale regering te verkennen. De Wever voerde gesprekken met verschillende partijen en presenteerde op 26 juni een eerste rapport aan de koning, waarna hij werd benoemd tot preformateur om de onderhandelingen voort te zetten. Tijdens deze fase trachtte hij een coalitie te vormen bestaande uit N-VA, Vooruit, CD&V, MR en Les Engagés, een combinatie die bekend werd als de Arizona-coalitie (vanwege de partijkleuren die overeenkomen met de vlag van de Amerikaanse staat Arizona).
Op 10 juli werd De Wever officieel formateur, met de opdracht een regering te vormen. De onderhandelingen verliepen moeizaam door uiteenlopende standpunten over onder andere begrotingsmaatregelen, fiscale hervormingen en pensioenhervormingen. Op 22 augustus presenteerde De Wever een "supernota" met voorstellen om de gesprekken vlot te trekken, maar de meningsverschillen bleven bestaan. Als gevolg hiervan werd op 23 augustus Maxime Prévot, voorzitter van Les Engagés, aangesteld als bemiddelaar om de impasse te doorbreken. Prévot slaagde erin de gesprekken opnieuw op gang te brengen, waarna De Wever op 2 september zijn rol als formateur hervatte.
Na maanden van intensieve onderhandelingen, die niet altijd zo vlot verliepen, bereikten de vijf partijen op 31 januari 2025 een akkoord over de supernota van De Wever, wat de basis vormde voor het regeerakkoord. De nieuwe federale regering, geleid door premier Bart De Wever, legde op 3 februari 2025 de eed af voor koning Filip, 239 dagen na de verkiezingen. Deze coalitie markeerde de eerste keer dat een Vlaams-nationalistische partij de federale regering leidt in België.

## Regeerakkoord
Het regeerakkoord telt 200 bladzijden. Enkele maatregelen die erin staan omschreven, zijn:
- De invoering van een meerwaardebelasting (solidariteitsbijdrage) van 10 procent
- De werkloosheidsuitkering wordt beperkt in de tijd tot 2 jaar
- De schrapping van de wet op de kernuitstap
- De btw op warmtepompen daalt naar 6 procent, die op fossiele verbrandingsketels en steenkool stijgt naar 21 procent. De belasting op vliegtuigtickets stijgt.
- De afschaffing van de Senaat
- De fusie van de zes Brusselse politiezones
- Jobstudenten mogen nu 650 uur werken.
- Een vrijwillige legerdienst van 12 maanden.
- Tegen 2030 moet België 2% van het bbp uitgeven aan defensie.
- Tegen 2030 een leger van 29.100 man.
- Het rookverbod wordt uitgebreid. Je mag niet meer roken op de terrassen van horecazaken.
- De uittredingsvergoeding voor parlementsleden wordt verlaagd tot 1 jaar.
- Er komt een pensioenmalus voor wie te vroeg stopt met werken. Je verliest 2% van je pensioen als je voor de wettelijke pensioenleeftijd stopt met werken.
- Er komt een pensioenbonus voor wie langer werkt dan de pensioenleeftijd. Je krijgt 2% meer pensioen per jaar dat je extra werkt.
- Er komt een nationaliteitsexamen voor immigranten die asiel aanvragen in België.
- Nieuwkomers kunnen pas recht hebben op de sociale zekerheid als ze minimaal 5 jaar in België zijn.
- De capaciteit van gesloten terugkeercentra wordt verdubbeld.
- Er komt een nieuwe overheidsdienst: FOD Migratie.
- Er komt een familiekrediet: het ouderschapsverlof wordt niet meer gekoppeld aan de ouders, maar aan het kind.
- Er komt meer budget voor de politie en brandweer.
- De dotaties van politieke partijen worden bevroren.
- Telecomoperatoren moeten hun klanten, na uitdrukkelijke goedkeuring, automatisch over zetten naar het meest voordelige tariefplan.
- Er komen betere werkomstandigheden voor cipiers en gevangenispersoneel.

Het regeerakkoord werd op 1 februari 2025 door Vooruit goedgekeurd. Op 2 februari werd het regeerakkoord goedgekeurd door de N-VA, de MR, de CD&V en Les Engagés.

## Zomerakkoord
Op 21 juli 2025 raakte de regering het eens over een zomerakkoord. Concreet gaat het over een hervormingspakket in de pensioenen dat ertoe moet leiden dat de vergrijzing financierbaar blijft. Verder worden de lasten op arbeid tegen het einde van de legislatuur verlaagd. Arbeidsmarkthervormingen vormen een derde luik van het zomerakkoord. 'We willen een klimaat creëren waarbij bedrijven in ons land willen investeren en jobs willen creëren', zei De Wever. Daarnaast komen er soepelere regels rond overuren en rond de arbeidstijd. Ook over hervormingen in de zorg geraakten de coalitiepartners het eens.
Op 18 juli 2025 geraakten de federale meerderheidspartijen het al eens over een reeks andere dossiers, zoals de fusie van de Brusselse politiezones, strengere gezinshereniging en een noodwet tegen de overbevolking van de gevangenissen.

## Samenstelling
| Functie en bevoegdheid                                                                                            | Minister | Minister             | Ambtstermijn    | Ambtstermijn | Partij | Partij  |
| Functie en bevoegdheid                                                                                            | Foto     | Naam                 | Start           | Einde        | Partij | Partij  |
| --- | -------- | -------------------- | --------------- | ------------ | ------ | ------- |
| Premier |          | Bart De Wever        | 3 februari 2025 | heden        |        | N-VA    |
| Vicepremier en minister Werk, Economie en Landbouw                                                                |          | David Clarinval      | 3 februari 2025 | heden        |        | MR      |
| Vicepremier en minister Buitenlandse Zaken, Europese Zaken en Ontwikkelingssamenwerking                           |          | Maxime Prévot        | 3 februari 2025 | heden        |        | LE      |
| Vicepremier en minister Sociale Zaken en Volksgezondheid, belast met Armoedebestrijding                           |          | Frank Vandenbroucke  | 3 februari 2025 | heden        |        | Vooruit |
| Vicepremier en minister Begroting, belast met Administratieve Vereenvoudiging                                     |          | Vincent Van Peteghem | 3 februari 2025 | heden        |        | cd&v    |
| Vicepremier en minister Financiën, Pensioenen, belast met Nationale Loterij en de Federale Culturele Instellingen |          | Jan Jambon           | 3 februari 2025 | heden        |        | N-VA    |

| Functie en bevoegdheid | Minister | Minister             | Ambtstermijn    | Ambtstermijn | Partij | Partij  |
| Functie en bevoegdheid | Foto     | Naam                 | Start           | Einde        | Partij | Partij  |
| --- | -------- | -------------------- | --------------- | ------------ | ------ | ------- |
| Minister Justitie, belast met Noordzee |          | Annelies Verlinden   | 3 februari 2025 | heden        |        | cd&v    |
| Minister Binnenlandse Zaken en Veiligheid, belast met Beliris |          | Bernard Quintin      | 3 februari 2025 | heden        |        | MR      |
| Minister Defensie, belast met Buitenlandse Handel |          | Theo Francken        | 3 februari 2025 | heden        |        | N-VA    |
| Minister Klimaat, Mobiliteit en Ecologische Transitie |          | Jean-Luc Crucke      | 3 februari 2025 | heden        |        | LE      |
| Minister Modernisering van de Overheid, belast met Overheidsbedrijven, Ambtenarenzaken, Regie der Gebouwen, Digitalisering en Federale Wetenschappelijke Instellingen |          | Vanessa Matz         | 3 februari 2025 | heden        |        | LE      |
| Minister Consumentenbescherming, Sociale Fraudebestrijding, Personen met een handicap en Gelijke Kansen                                                               |          | Rob Beenders         | 3 februari 2025 | heden        |        | Vooruit |
| Minister Asiel en Migratie en Maatschappelijke Integratie, belast met het Grootstedenbeleid                                                                           |          | Anneleen Van Bossuyt | 3 februari 2025 | heden        |        | N-VA    |
| Minister Energie |          | Mathieu Bihet        | 3 februari 2025 | heden        |        | MR      |
| Minister Middenstand, Zelfstandigen en KMO's |          | Eléonore Simonet     | 3 februari 2025 | heden        |        | MR      |

## Centrale functies
Tijdens de onderhandelingen moesten er naast de ministerportefeuilles ook andere kernfuncties worden uitgedeeld. Het voorzitterschap van Kamer en Senaat werden waargenomen door respectievelijk Peter De Roover van N-VA en Valérie De Bue van MR. Voor het Europees niveau werd beslist om Hadja Lahbib van MR af te vaardigen als Europees Commissaris voor België.
|                 | Functie en bevoegdheden                                                                  | Naam | Naam            | Partij | Partij | Termijn                  |
| --------------- | ---------------------------------------------------------------------------------------- | ---- | --------------- | ------ | ------ | ------------------------ |
| Vlag van Europa | Europees commissaris Paraatheid, Crisisbeheer en Gelijkheid (Commissie-Von der Leyen II) |      | Hadja Lahbib    |        | MR     | 1 december 2024 - heden  |
| Vlag van België | Voorzitter Kamer van volksvertegenwoordigers                                             |      | Peter De Roover |        | N-VA   | 10 juli 2024 - heden     |
| Vlag van België | Voorzitter Senaat                                                                        |      | Vincent Blondel |        | LE     | 21 februari 2025 - heden |

## Verzet en kritiek

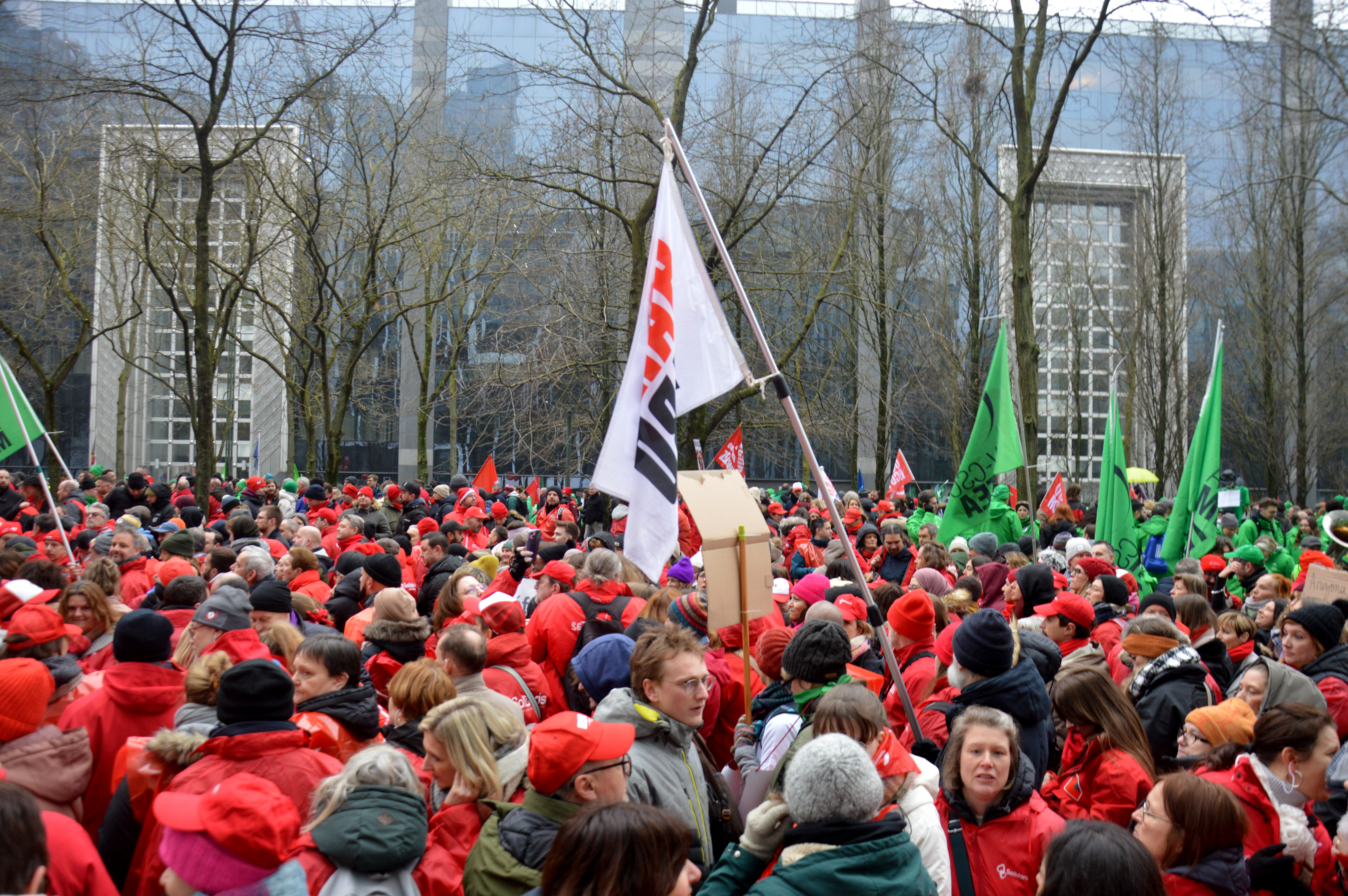
De Belgische vakbonden organiseerden meerdere betogingen en stakingen tegen de plannen van de regering-De Wever, waaronder deze actie op 13 februari 2025 in Brussel.

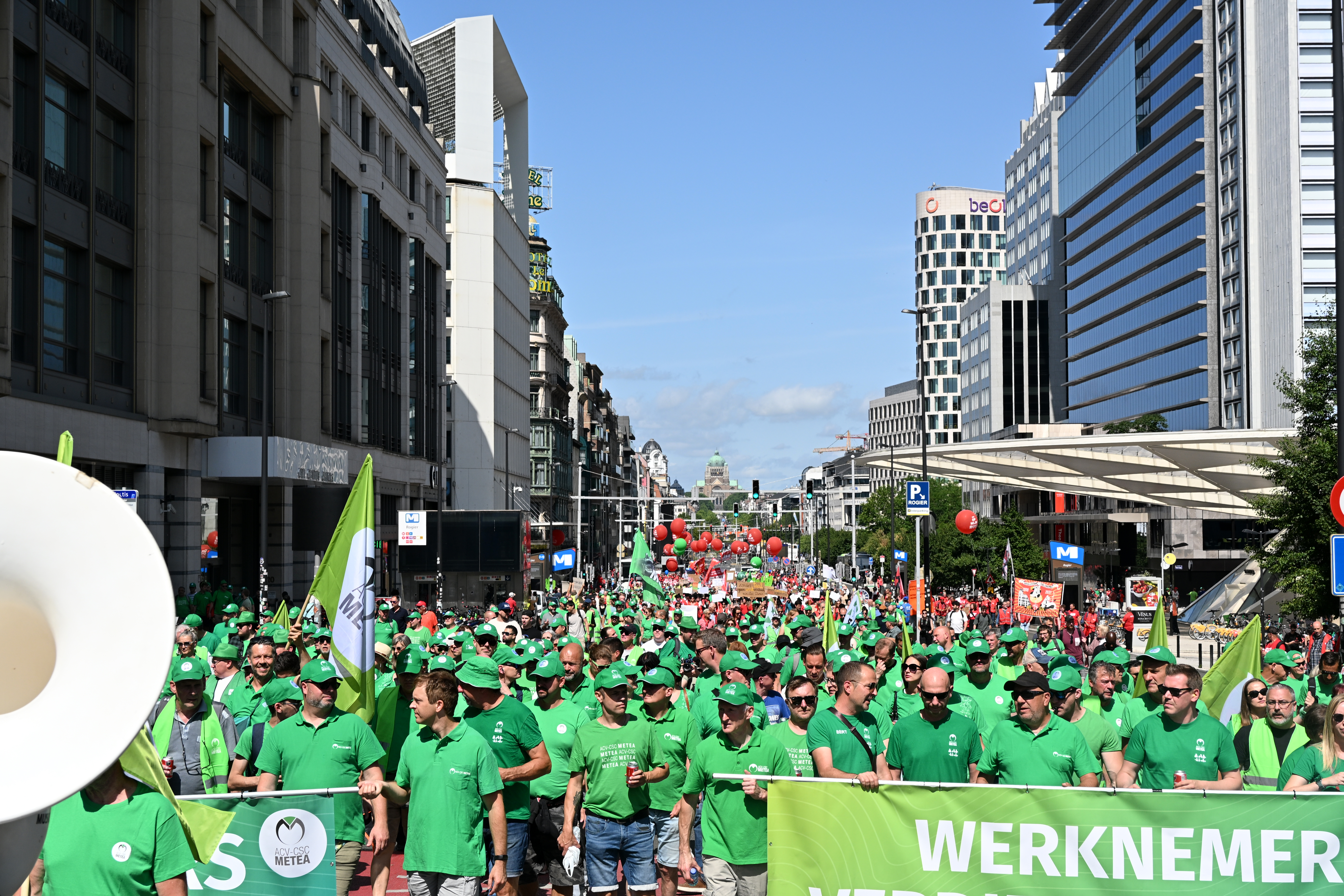
Betoging in vakbondsfront van 25 juni 2025

Eind 2024, op 13 december, organiseerden de drie vakbonden ABVV, ACV en ACLVB een eerste actie tegen de voorstellen in de nota's van De Wever en de vorming van een regering daarrond. Die actie werd opgevolgd met een betoging op 13 januari 2025 en een grote betoging in Brussel op 13 februari, waaraan 60.000 à 10.000 mensen deelnamen. In plaats van een vierde actie op de 13e dag van de maand in maart, organiseerden ABVV en ACV een algemene staking op 31 maart. Dit was de eerste algemene staking in België in meer dan tien jaar. Op 29 april organiseerden ABVV en ACV een actiedag met betogingen in verschillende steden. In de openbare sector was er een algemene staking op 20 mei en in de social profit op 22 mei. Op 25 juni organiseerden de drie vakbonden opnieuw een grote betoging in Brussel met meer dan 40.000 deelnemers. De volgende actie van het vakbondsfront is voorzien op 14 oktober 2025.
De deelname van de sociaaldemocratische partij Vooruit aan de regering-De Wever leverde haar kritiek op uit vakbondshoek. Algemeen secretaris van het ABVV, Bert Engelaar, die begin 2025 aantrad, riep Vooruit in juni voor het eerst op om uit de regering te stappen. Hij ontpopte zich daarbij tot de "kleurrijkste oppositieleider tegen de regering- De Wever". Volgens De Tijd zorgden de te nemen regeringsmaatregelen zorgen voor "frustratie bij Vooruit dat er binnen de Arizona-coalitie met hen wordt gesold".
Verschillende academici uitten kritiek op de plannen en het beleid van de regering-De Wever. In een open brief bekritiseerden 42 emeritus professoren van Belgische universiteiten het "afbraakbeleid van de sociale zekerheid" als sociaal onrechtvaardig en economisch onnodig.
In juni 2025 stuurden 18 experts van het Belgisch Genootschap voor Internationaal Recht een brief naar de regering om erop aan te dringen dat de federale regering alles in het werk zou stellen om maatregelen te nemen tegen Israël en een genocide in Palestina te voorkomen. Volgens hen heeft de Belgische regering, als Europese lidstaat, de plicht om ervoor te zorgen dat de Europese Unie de principes van het internationaal recht respecteert, en dat ze minimaal het associatieakkoord met Israël opschort. Op 15 juni vond in Brussel de tot dan toe grootste betoging tegen medeplichtigheid aan een genocide in Gaza plaats, met 110.000 deelnemers.